# Çò de Brastet
Çò de Brastet és una casa renaixentista d'Unha al municipi de Naut Aran (Vall d'Aran) declarada Bé Cultural d'Interès Nacional.

## Descripció
Antic casal senyorial d'època renaixentista (1580), situat en el camí a Salardú, a l'entrada oriental del poble d'Unha. De planta quadrada, és fortificat als angles N i S per dues torretes de guaita que descansen sobre mènsules cròniques de pedra picada, i amb coberta a quatre vessants, amb llucanes. En destaquen també el portal i els finestrals, de pedra, amb motllures decoratives.

## Història
La casa, que havia pertangut als Blanc i per matrimoni passà als Moga (1750) i als Ademà (1840), ha estat restaurada recentment.